# Ацетоацетанилид
Ацетоацетанили́д (анилид ацетоуксусной кислоты) — органическое соединение, производное анилина и ацетоуксусной кислоты с химической формулой CH3C(O)CH2C(O)NHC6H5. Применяется как промежуточный продукт для получения азокрасителей.

## Физические и химические свойства
Белый или серый порошок, плавится при 85 °C. Плохо растворим в воде (0,9 г/100 мл), растворим в спирте, эфире, хлороформе, уксусной кислоте, горячем бензоле.

## Получение
Получают из ацетоуксусного эфира и анилина в присутствии пиридина:
Для очистки полученное вещество растворяют в разбавленном растворе едкого натра и осаживают химически чистый ацетоацетанилид соляной кислотой.
Также может быть получен из анилина с дикетеном.

## Применение
Применяется для получения азокрасителей и нерастворимых жёлтых азо-пигментов (ганза жёлтая).

### Фотография
В фотографии вещество применялось как жёлтая диффундирующая цветообразующая компонента. В процессе цветного фотографического проявления из ацетоацетанилида образуются красители с максимумом спектрального поглощения в диапазоне 430—470 нм. В частности, использовать его для этой цели на практике предлагали разработчики фотоплёнки Kodachrome Л. Маннес и Л. Годовский-младший вместе с Л. С. Вайлдером в ранних версиях процесса в 1937 году.
Помимо этого, существуют различные рецепты тонирования чёрно-белых фотобумаг в точно подобранные оттенки, получаемые смесью трёх цветообразующих компонент, в которых ацетоацетанилид используется для получения жёлтого красителя, например, предложенный Н. Н. Агокасом рецепт тонирования в процессе проявления.